# Francesco Soderini
Francesco Soderini (10 de junho de 1453 - 17 de maio de 1524) foi um diplomata e cardeal italiano, Decano do Colégio dos Cardeais.

## Biografia
De uma família nobre aliada aos Medici, era o sexto de sete filhos de Tommaso Soderini e Dianora Tornabuoni. Ele era chamado de o Cardeal de Volterra. Após retirar o doutorado utroque iure de direito civil e canônico, torna-se professor na Universidade de Pisa, em 1476.

## Vida religiosa
Foi eleito bispo de Volterra em 11 de março de 1478, entretanto permaneceu como administrador apostólico até atingir a idade canônica de 27 anos. Renunciou à diocese em 23 de maio de 1509 em favor de seu sobrinho Giuliano. Ele passou a residir na Cúria Romana. Entrou para a Confraria de Santo Spirito in Sassia, em Roma, em 7 de dezembro de 1478. Foi Cânon do capítulo da Basílica Patriarcal Vaticana. Em novembro de 1480, ele era membro da embaixada florentina antes de o Papa Sisto IV solicitar o levantamento da interdição que ele havia colocado contra Florença por causa da conspiração Pazzi, ele fez um discurso que impressionou muito o Papa.
Passou a prelado-assistente do Papa, em 5 de dezembro de 1480. Foi referendário do Supremo Tribunal da Assinatura Apostólica, no início de maio de 1481. Em 1484, foi o embaixador ante o Papa Inocêncio VIII para transmitir as felicitações de Florença pela sua eleição para o papado. Acompanhou o rei Carlos VIII da França para o Concílio em Florença em 1485.
Foi ordenado padre em 27 de março de 1486, na sacristia da igreja de San Lorenzo, em Florença, por Rinaldo Orsini, arcebispo de Florença. Recebeu a consagração episcopal em setembro de 1491, celebrando missa na catedral de Volterra, pela primeira vez, assistido por Jacopo Gherardi e Mario Maffei, dois amigos da Cúria Romana, que eram titulares de cargos na diocese. Era um bispo ausente e governou a diocese por meio de vigários gerais.
No verão de 1494, ele deixou a Cúria Romana e retornou a Florença, para servir como um diplomata a serviço da República Florentina. Enviado por Florença ante o rei Carlos VIII da França em 24 de dezembro de 1495, permaneceu no cargo até setembro de 1497. Embaixador florentino em Milão, de 1498 até 1499. Nomeado embaixador de Florença ante o Papa Alexandre VI em 21 de outubro de 1500, a embaixada durou menos de quatro meses, rumores circularam no momento em que o papa queria Cesare Borgia como rei da Romagna e restabelecer Piero de' Medici em Florença. O Bispo Soderini foi enviado como embaixador de Florença para mais duas missões na França, a primeira de setembro de 1501 a maio de 1502 e a segunda de novembro de 1502 a junho de 1503, quando ele foi promovido ao cardinalato, a pedido de Luís XII da França. Em 22 de junho de 1502, ele deixou Florença, acompanhado de Niccolò Machiavelli, como embaixador de Florença junto a Cesare Borgia, a embaixada durou até novembro daquele ano.

## Cardinalato
Foi criado cardeal-presbítero em consistório realizado em 31 de maio de 1503, pelo Papa Alexandre VI, sendo seu nome publicado em 2 de junho e recebendo o chapéu vermelho e o título de Santa Susana em 12 de junho. Recebeu uma série de benefícios do novo Papa Júlio II, mas recusou-se a tentar influenciar a Cesare Borgia. Nomeado bispo de Cortona em 6 de março de 1504, ocupou a sé até 23 de maio de 1505.
Em novembro de 1504, como comissário pontifício, ele atribuiu a comenda da sé de Agde ao Cardeal Niccolò Fieschi. Em 27 de novembro de 1506, ele concedeu um salvo-conduto para Michelangelo Buonarotti ir de Florença e Bolonha, para onde tinha sido chamado pelo papa para esculpir uma estátua de bronze do pontífice.
Administrador da diocese de Saintes, na França, em 27 de janeiro de 1507, de acordo com a promessa que o papa fez ao rei de França, em 26 de julho de 1506. Renunciou à diocese em 12 de junho de 1514. Passou para o título de Santos XII Apóstolos em 15 de setembro de 1508. Abade commendatario do mosteiro camaldulense de S. Salvatore di Valle Cristio, diocese de Camerino, em 11 de abril de 1511. Nomeado protetor da Ordem dos Beneditinos Camaldulenses pelo Papa Júlio II, também era protetor da Ordem dos Beneditinos Cistercenses.
Em 29 de outubro de 1511, passa para a ordem dos cardeais-bispos, assumindo a sé suburbicária de Sabina. Participou do V Concílio de Latrão. Participou do conclave de 1513, apesar de estar doente, ficou perto da Cantoria, no segundo andar do Palácio Apostólico Vaticano. Recebeu numerosos benefícios na Itália a partir do novo Papa Leão X. Quando a Sé de Sabina foi restaurada ao Cardeal Bernardino López de Carvajal y Sande, quando ele foi reintegrado como um cardeal, o cardeal Soderini foi transferido para a Sé de Tivoli como episcopatus cardinalis em 27 de junho de 1513, até que uma sé suburbicária se tornasse vaga. Em 5 de novembro de 1513, em Viterbo, foi nomeado núncio apostólico em Roma durante a ausência do Papa Leão X, que foi para Florença e Bolonha.

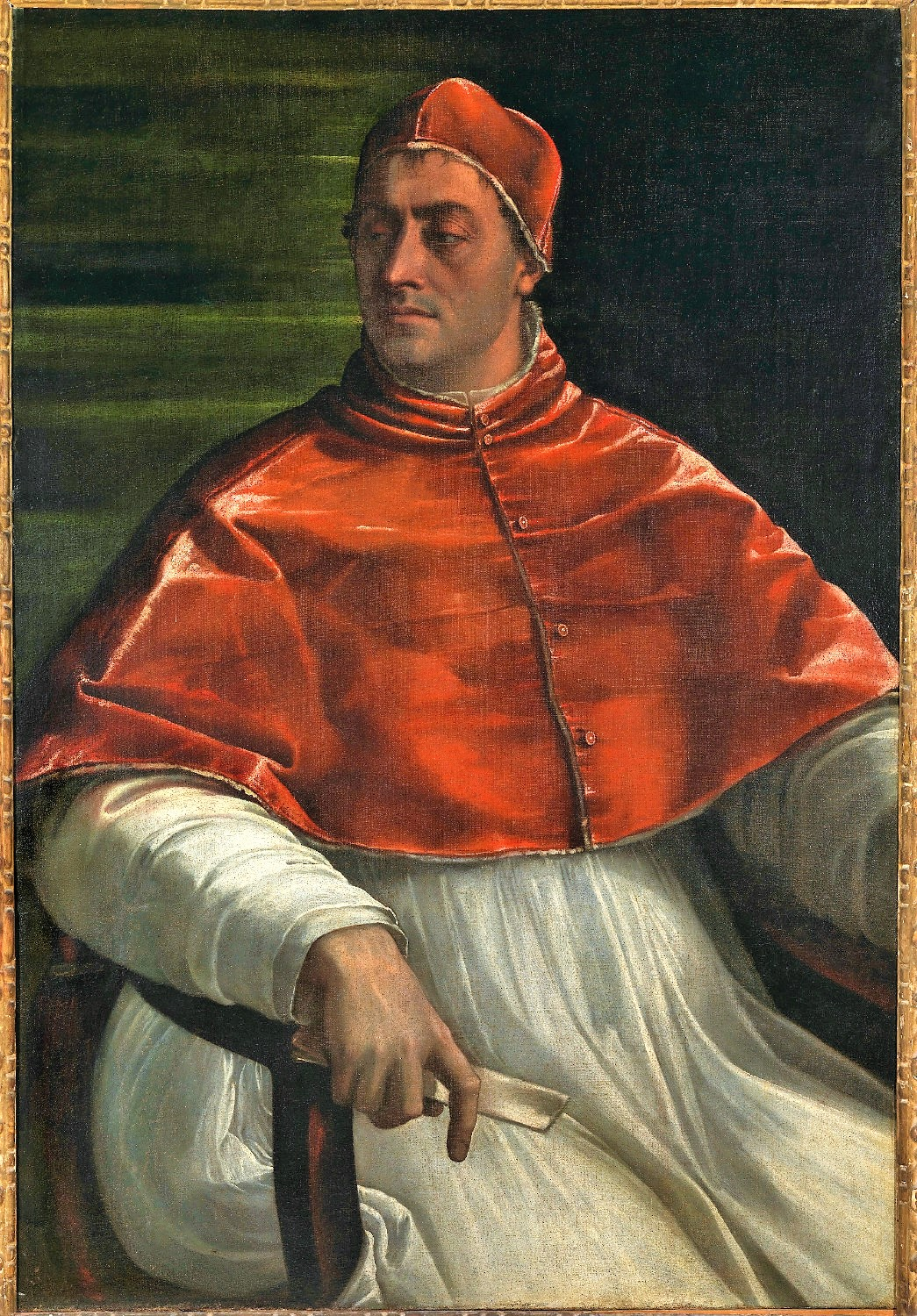
Cardeal Giulio de' Medici, quando eleito Papa Clemente VII.

Nomeado bispo de Vicenza em 12 de junho de 1514, ocupou a Sé até 14 de março de 1524. Foi nomeado administrador da sé de Narni logo após 21 de abril de 1515, cargo ocupado até 18 de maio de 1517. Passou para a suburbicária de Palestrina em 18 de julho de 1516. Nomeado administrador da sé de Anagni, de 1517 até 5 de março de 1523.
No consistório de 8 de junho de 1517, ele foi obrigado a admitir sua cumplicidade na conspiração dos cardeais Bandinello Sauli e Alfonso Petrucci e de ter oferecido a tiara papal ao cardeal Raffaele Sansoni Galeotti Riario, quando obteve favores do cardeal, recebendo 12.500 ducati, valor que dobrou logo depois. Temendo por sua vida, ele foi para a Palestrina para a casa dos Colonna, obtendo do Papa, através da mediação do rei da França, autorização para ir a Fondi prometendo não deixar o reino de Nápoles e a viver na aposentadoria. Com a morte do Papa Leão X, voltou a Roma em dezembro de 1521.
No consistório de 21 de fevereiro de 1523, ele foi um dos três cardeais nomeados para buscar a paz. Ele participou da chegada a Roma do novo Papa Adriano VI, que estava na Espanha na época de sua eleição. Nomeado governador de Ravena, os outros cardeais compartilharam as outras cidades dos Estados Pontifícios. Seu grande adversário, cardeal Giulio de' Medici, tendo se aposentado em Florença, em outubro de 1522, libertou o cardeal Soderini de suas intrigas, escreveu ao rei de França exortando-o a ocupar a Sicília e para que o Papa Adriano VI rompesse com os Medici, para quem o rei tinha um carinho muito grande. Ele foi denunciado ao papa, que na noite de 27 de abril de 1523 mandou prender o cardeal, que foi enviado para Castello Sant'Angelo, tendo todos os seus documentos e objetos de valor confiscados. Em um consistório no dia seguinte, seu processo foi contratado para três cardeais e ele adoeceu em junho de 1523. Sua propriedade e três de seus servos foram devolvidos a ele pela gentileza do papa. O processo continuou seu curso, apesar da intervenção do Rei Francisco I da França e vários cardeais. Com a morte do Papa Adriano VI em 14 de setembro de 1523, ele foi libertado pelo Colégio dos Cardeais e admitido no conclave de 1523, que elegeu o Papa Clemente VII. O novo papa, que lhe havia prometido a sua graça, concedeu ao cardeal Soderini uma anistia completa.
Em 9 de dezembro de 1523, ele foi um dos três cardeais encarregados de inquirir sobre os luteranos. Transferido para a Sé de Porto e Santa Rufina em 9 de dezembro de 1523, ficando até 18 de dezembro, quando assume a suburbicária de Ostia–Velletri, sé do decano do Sacro Colégio dos Cardeais.
Morreu em 17 de maio de 1524, em sua casa em Torre Sanguigna, em Roma. Por causa do medo da peste, foi decidido que apenas os cardeais e prelados oficiantes iriam participar dos eventos fúnebres, que teve lugar na igreja de Santa Maria del Popolo na manhã do dia seguinte, 18 de maio. A oração fúnebre foi entregue pelo humanista romano Battista Casali, o corpo foi enterrado ao lado de seu irmão Piero Soderini, naquela igreja.

## Conclaves
- Conclave de setembro de 1503 - participou da eleição do Papa Pio III
- Conclave do outono de 1503 - participou da eleição do Papa Júlio II
- Conclave de 1513 - participou da eleição do Papa Leão X
- Conclave de 1521–1522 - participou da eleição do Papa Adriano VI
- Conclave de 1523 - participou da eleição do Papa Clemente VII